# Ergasilus kandti
Ergasilus kandti is een eenoogkreeftjessoort uit de familie van de Ergasilidae. De wetenschappelijke naam van de soort is voor het eerst geldig gepubliceerd in 1912 door van Douwe.